# Nicolas N'Koulou
Nicolas Alexis Julio N'Koulou N'Doubena (Yaundé, 27 de marzo de 1990), comúnmente referido como Nicolas N'Koulou, es un futbolista camerunés que juega como defensa en el Sakaryaspor de la TFF Primera División.

## Selección nacional
Su mayor logro lo consiguió en 2017 al consolidarse campeón de la Copa Africana de Naciones, disputada en Gabón, anotando en la final el primer gol de Camerún, empatando el partido, para ganar finalmente por 2 a 1 al seleccionado de Egipto.

### Participaciones en campeonatos
| Torneo                         | Sede      | Resultado    |
| ------------------------------ | --------- | ------------ |
| Copa Mundial de Fútbol de 2010 | Sudáfrica | Primera fase |
| Copa Mundial de Fútbol de 2014 | Brasil    | Primera fase |
| Copa Africana de Naciones 2017 | Gabón     | Campeón      |
| Copa Mundial de Fútbol de 2022 | Catar     | Primera fase |

## Clubes
| Club                  | País       | Año       |
| --------------------- | ---------- | --------- |
| A. S. Monaco F. C.    | Francia    | 2008-2011 |
| Olympique de Marsella | Francia    | 2011-2016 |
| Olympique de Lyon     | Francia    | 2016-2018 |
| Torino F. C. (cedido) | Italia     | 2017-2018 |
| Torino F. C.          | Italia     | 2018-2021 |
| Watford F. C.         | Inglaterra | 2021-2022 |
| Aris Salónica F. C.   | Grecia     | 2022-2023 |
| Gaziantep F. K.       | Turquía    | 2023-2024 |
| Amedspor              | Turquía    | 2024-     |
| Sakaryaspor (cedido)  | Turquía    | 2025-     |

## Palmarés

### Títulos nacionales
| Título                     | Club                  | País    | Año  |
| -------------------------- | --------------------- | ------- | ---- |
| Copa de la Liga de Francia | Olympique de Marsella | Francia | 2012 |

### Títulos internacionales
| Título                    | Club (*) | País  | Año  |
| ------------------------- | -------- | ----- | ---- |
| Copa Africana de Naciones | Camerún  | Gabón | 2017 |

(*) Incluyendo la selección.